# Línea 600 (Canelones)
La línea 600 es una línea urbana de Canelones, une la ciudad de La Paz con el barrio Canelón Chico o el barrio Santa Isabel, en la ciudad de Las Piedras.

## Características
Fue creada por la empresa COTAN uniendo las ciudades canarias de La Paz y Las Piedras, en los años noventa el servicio comenzó a ser operado por la  Cooperativa Obrera de Transporte, la cual en el año 2007 concreto su fusión con la Cooperativa de Obreros y Empleados del Transporte, quien al poco tiempo asumió su operación. 
Posteriormente su recorrido fue extendido hacia los barrios Canelón Chico y Santa Isabel. En 2022 con la creación de la terminal de La Paz, su recorrido debió ser extendido, para iniciar y culminar sus recorridos en la terminal homónima.